# كينيث بيلي
كينيث بيلي (بالإنجليزية: Kenneth Bailey)‏ هو دبلوماسي أسترالي، ولد في 3 نوفمبر 1898 في Canterbury, Victoria ‏ في أستراليا، وتوفي في 3 مايو 1972 في كانبرا في أستراليا.